# Ad-Aware
Ad-Aware é um programa anti-spyware da Lavasoft que detecta e remove software do computador pessoal quando o identifica como sendo spyware ou adware. Detecta, da mesma forma, dialers, trojans, malware, mineração de dados, publicidade agressiva, etc.
Existe uma versão freeware chamada Ad-Aware 2008 Free.